# حقوق‌ها در ایران
حقوق‌ها در ایران در سال‌های اخیر به‌طور قابل توجهی کاهش یافته است زیرا ایران با تحریم‌های اقتصادی و افزایش نرخ تورم دست و پنجه نرم می‌کند. نتیجه کاهش قدرت خرید حقوق است. نتیجه این است که شهروندان بیشتر و بیشتر نمی‌توانند اساسی‌ترین نیازهای خود را که توسط دولت تعریف شده است، تأمین کنند.

## حقوق و شکاف دستمزد جنسیتی
در سال ۱۳۸۹، متوسط حقوق خالص در ایران ۷۰۸٫۳۳ دلار بوده است. از سال ۱۴۰۲، میانگین خالص حقوق تنها ۲۵۳٫۳۶ دلار است.
در سال ۱۴۰۳، متوسط حقوق در ایران تقریباً ۵۳۷٬۶۰۰٬۳۰۰ ریال در سال است که اکثر حقوق‌ها از ۱۳۵٬۶۰۰٬۳۰۰ ریال به ۱٬۲۰۰٬۰۰۰٬۰۰۰ ریال در سال کاهش یافته است.
شکاف دستمزد براساس جنسیت در ایران وجود دارد و مردان ۱۱ تا ۱۲ درصد بیشتر از زنان درآمد دارند. به عنوان مثال، فیزیکدانان مرد تقریباً ۱٬۲۳۵٬۹۹۹٬۹۰۰ ریال ایران درآمد دارند، در حالی که زنان ۱٬۱۱۳٬۶۰۱٬۷۰۰ ریال ایران - یک شکاف ۱۱. ٪ قضات حقوق اداری مرد به‌طور متوسط ۱٬۶۱۹٬۹۹۹٬۴۰۰ ریال در مقایسه با ۱٬۴۵۲٬۰۰۱٬۶۰۰ ریال برای زنان درآمد دارند که ۱۲ درصد شکاف را نشان می‌دهد. اقتصاددانان مرد ۹۳۴٬۷۹۸٬۴۰۰ ریال درآمد دارند در حالی که زنان ۸۴۲٬۳۹۸٬۳۰۰ ریال درآمد دارند که نشان دهنده تفاوت ۱۱ درصدی است. کارمندان مرد در حدود ۲۴۸٬۳۹۸٬۷۰۰ ریال درآمد دارند در حالی که همتایان زن آنها ۲۲۴٬۳۹۸٬۲۰۰ ریال درآمد دارند که شکاف مشابه ۱۱ درصدی را نشان می‌دهد.

## حقوق در بخش دولتی
در سال ۱۴۰۴، متوسط حقوق سالانه یک کارمند دولتی در ایران تقریباً ۱۸۸٬۴۰۱٬۸۰۰ ریال است که محدوده معمول آن بین ۹۷٬۶۸۱٬۶۰۰ تا ۲۸۸٬۰۰۱٬۳۰۰ ریال در سال است.
میانه حقوق سالانه ۱۸۰٬۰۰۰٬۵۰۰ ریال ایران است، حقوق در پنجاه و پنجمین درصد ۱۲۴٬۷۹۹٬۱۰۰ ریال ایران است، و حقوق در هفتاد و پنج درصد ۲۲۴٬۳۹۸٬۲۰۰ ریال ایران است.
حقوق با تجربه افزایش می‌یابد. پس از ۰ تا ۲ سال، یک کارمند دولتی تقریباً ۱۱۱٬۰۰۱٬۸۰۰ ریال حقوق می‌گیرد. پس از ۲ تا ۵ سال، یک کارمند دولتی حدود ۱۴۸٬۸۰۰٬۳۰۰ ریال حقوق می‌گیرد. بعد از ۵ تا ۱۰ سال، حدود ۱۹۳٬۲۰۱٬۹۰۰ ریال؛ بعد از ۱۰ تا ۱۵ سال، تقریباً ۲۳۴٬۰۰۰٬۶۰۰ ریال؛ بعد از ۱۵ تا ۲۰ سال حدود ۲۵۵٬۶۰۰٬۳۰۰ ریال و بعد از ۲۰ سال به بالا حدود ۲۶۹٬۹۹۸٬۱۰۰ ریال.
سطح تحصیلات نیز بر میزان حقوق تأثیر می‌گذارد. یک کارمند دولتی با دیپلم متوسطه تقریباً ۱۳۱٬۹۹۸٬۳۰۰ ریال و یک کارمند دولتی با مدرک کارشناسی حدود ۱۸۸٬۴۰۱٬۸۰۰ ریال حقوق دریافت می‌کند.
کارمندان دولت در ایران هر ۲۰ ماه یکبار به‌طور متوسط ۹ درصد افزایش حقوق دریافت می‌کنند که تقریباً سالانه ۵٫۴ درصد افزایش می‌یابد. تقریباً ۲۳٪ از کارمندان دولت حداقل یک پاداش را در سال گذشته دریافت کردند که نرخ پاداش بین ۱٪ تا ۳٪ بود.

## حقوق در نیروهای مسلح
در ایران، یک افسر نیروهای مسلح معمولاً به‌طور متوسط سالانه تقریباً ۴۴۷٬۶۰۱٬۴۰۰ ریال ایران (ریال ایران) حقوق دریافت می‌کند که معادل درآمد ماهانه حدود ۳۷٬۳۰۰٬۱۱۶ ریال است. حقوق در این حرفه عموماً از حداقل ۲۳۲٬۷۹۹٬۴۰۰ ریال تا حداکثر ۶۸۳٬۹۹۹٬۳۰۰ ریال در سال متغیر است. در مقایسه با بخش خصوصی، کارکنان بخش دولتی در ایران، از جمله افسران نیروهای مسلح، تقریباً ۱۰ درصد بیشتر از همتایان بخش خصوصی خود درآمد دارند
میانه حقوق یک افسر نیروهای مسلح سالانه حدود ۴۲۹٬۶۰۰٬۳۰۰ ریال ایران است، که نشان می‌دهد نصف افرادی که در این سمت هستند کمتر از این مبلغ درآمد دارند و نصف دیگر بیشتر از این مقدار کسب می‌کنند. علاوه بر این، ۲۵٪ از افسران کمتر از ۲۹۷٬۵۹۹٬۶۰۰ ریال ایران درآمد دارند و ۷۵٪ بیشتر از این مقدار درآمد کسب می‌کنند. برعکس، ۷۵٪ از افسران کمتر از ۵۳۳٬۹۹۸٬۶۰۰ ریال ایران درآمد دارند، در حالی که بالاترین ۲۵٪ بیش از این مبلغ درآمد دارند.
تجربه نیز بر درآمد در این زمینه تأثیر می‌گذارد. افسران با کمتر از دو سال سابقه می‌توانند میانگین حقوق سالانه تقریباً ۲۶۴٬۰۰۰٬۱۰۰ ریال را انتظار داشته باشند. این میانگین برای افرادی که دو تا پنج سال سابقه کار دارند به حدود ۳۵۳٬۹۹۹٬۵۰۰ ریال و برای پنج تا ده سال خدمت به حدود ۴۶۰٬۷۹۹٬۱۰۰ ریال افزایش می‌یابد. با ده تا پانزده سال سابقه، میانگین حقوق تقریباً به ۵۵۷٬۹۹۸٬۷۰۰ ریال و برای افراد با پانزده تا بیست سال به حدود ۶۰۹٬۵۹۸٬۶۰۰ ریال می‌رسد. افسرانی که بیش از بیست سال تجربه دارند می‌توانند میانگین درآمد سالانه حدود ۶۴۰٬۸۰۰٬۳۰۰ ریال را پیش‌بینی کنند.
سطح تحصیلات نیز نقش مهمی در تعیین سطح حقوق ایفا می‌کند. افسرانی که دبیرستان را به پایان رسانده‌اند به‌طور متوسط سالانه ۳۱۸٬۰۰۰٬۵۰۰ ریال درآمد دارند. کسانی که مدرک یا دیپلم دارند، به حدود ۳۶۳٬۵۹۸٬۸۰۰ ریال افزایش یافته است. یک مدرک لیسانس میانگین حقوق را به حدود ۵۱۲٬۴۰۰٬۷۰۰ ریال افزایش می‌دهد، در حالی که مدرک کارشناسی ارشد آن را به حدود ۶۲۱٬۵۹۸٬۸۰۰ ریال در سال افزایش می‌دهد.
با توجه به افزایش حقوق، افسران نیروهای مسلح در ایران هر ۱۸ ماه به‌طور متوسط حدود ۱۲ درصد افزایش حقوق دریافت می‌کنند. این بالاتر از میانگین ملی در همه مشاغل است که هر ۱۹ ماه حدود ۸٪ است. جوایز در این زمینه نسبتاً غیرمعمول است، به طوری که ۲۴٪ از افسران گزارش داده‌اند که حداقل یک پاداش در سال گذشته دریافت کرده‌اند. برای کسانی که پاداش دریافت می‌کردند، این مقادیر معمولاً بین ۱٪ تا ۳٪ حقوق سالانه آنها بود.

## حقوق در سپاه و بسیج
بر اساس گزارش‌ها، سربازان سپاه به‌طور متوسط ماهیانه حدود ۳۰۰ دلار حقوق دریافت می‌کنند که تقریباً نصف حقوق یک برنامه‌نویس کامپیوتر در ایران و کمتر از حقوق یک معلم مدرسه است.
در سال ۱۴۰۲، ایران ساختار حقوق جدیدی را برای سربازان خود، از جمله سربازان سپاه پاسداران انقلاب اسلامی، با حقوق ماهانه ۶۰ تا ۱۸۰ دلار، بسته به عواملی مانند محل خدمت، وضعیت تأهل و تعداد فرزندان، معرفی کرد. یا غرامت برای پرسنل سپاه که در خارج از کشور مستقر شده‌اند متفاوت است. به عنوان مثال، در سوریه، حداکثر حقوق برای نیروهای سپاه ایران ۲۵۰ دلار در ماه گزارش شده است.
اعضای فعال بسیج برای پروژه‌های خاص غرامت دریافت می‌کنند و گزارش‌های مربوط به سال ۱۳۸۹ حاکی از پرداخت حدوداً ۴۰۰ دلار در روز است که مبلغی بیش از حقوق ماهانه یک معلم در آن زمان است.

## حداقل دستمزد در ایران
در اسفند ۱۴۰۲، دولت ایران حداقل دستمزد پایه را ۳۵ درصد افزایش داد و آن را ۱۱۰ میلیون ریال (تقریباً ۱۸۶ دلار) با مزایای تعیین کرد. علیرغم این افزایش، دستمزد جدید تنها نیمی از ۴۰۰ دلار هزینه ماهانه مورد نیاز برای یک خانوار سه نفره در تهران را پوشش می‌دهد. ایران با نرخ تورم حدود ۵۰ درصد دست و پنجه نرم می‌کند و از سال ۱۳۹۷، ارزش ریال ۱۵ برابر شده و به پایین‌ترین حد تاریخی رسیده است. لیست‌های شغلی در تهران منعکس کننده این چالش‌های اقتصادی است، با موقعیت‌هایی مانند کارگران سوپرمارکت، کارمندان فست فود، و نظافتچی‌ها که حقوق ماهانه‌ای بین ۱۱۶ تا ۳۰۰ دلار برای ساعات کاری زیاد، اغلب بدون مزایایی مانند بیمه، ارائه می‌دهند. برخی از تبلیغات ادعا می‌کنند حقوق بالاتری دارند، اما این موارد اغلب با شرایط قابل توجهی همراه هستند یا پس از بررسی بیشتر گمراه کننده هستند. این نابرابری اقتصادی فشار شدید مالی بر کارگران ایرانی را نشان می‌دهد که با وجود ساعات طولانی کار، برای تأمین نیازهای اولیه تلاش می‌کنند.

## حقوق و تورم
طی هفت سال گذشته، ایران شاهد افزایش نابرابری درآمد و ثروت بوده است که با افزایش تورم و کاهش ارزش پول ملی تشدید شده است. بر اساس گزارش مرکز آمار ایران، ۲۰ درصد بالای جمعیت اکنون ۴۷ درصد از ثروت کشور را در اختیار دارند در حالی که ۲۰ درصد پایین تنها ۰٫۵ درصد از ثروت کشور را در اختیار دارند. ضریب جینی، معیاری برای سنجش نابرابری اقتصادی، به ۴۰ رسیده است که با کشورهایی مانند ایالات متحده و عربستان سعودی قابل مقایسه است. این نابرابری فزاینده به عواملی مانند کاهش قابل توجه ارزش ریال نسبت داده می‌شود که باعث شده افراد دارای درآمد قابل تصرف برای حفظ ثروت خود در دارایی‌هایی مانند ارزهای خارجی، طلا و املاک سرمایه‌گذاری کنند. در نتیجه، این سرمایه‌گذاری‌ها قیمت‌ها را افزایش داده و شکاف اقتصادی را بیشتر کرده است. در همین حال، افراد با درآمد ثابت شاهد کاهش قدرت خرید خود بوده‌اند که منجر به افزایش نرخ فقر شده است و تقریباً ۳۳ درصد از ایرانیان اکنون زیر خط فقر زندگی می‌کنند.
در تاریخ ۴ فروردین ۱۴۰۴ یک سازمان دولتی نرخ سالانه ۳۵٪ را اعلام کرد. با این حال، گروه‌های کارگری و تحلیل‌گران استدلال می‌کنند که دولت اخبار منفی اقتصادی را به حداقل می‌رساند، به این معنی که نرخ تورم واقعی به میزان قابل توجهی بالاتر است. ارزش ریال ایران در شش ماه گذشته بیش از ۵۰ درصد کاهش یافته است و انتظارات برای افزایش تورم را افزایش داده است. در حال حاضر، حداقل دستمزد تقریباً ۱۲۰ دلار در ماه است، در حالی که برآوردهای نیمه رسمی نشان می‌دهد که یک خانواده سه نفره حداقل به ۴۰۰ دلار در ماه برای رفع نیازهای اولیه خود نیاز دارد.

## حقوق و فقر
بر اساس گزارش مرکز تحقیقات اتاق بازرگانی ایران، تا اسفند ۱۴۰۰، بیش از ۳۲ میلیون ایرانی – بیش از یک سوم جمعیت – زیر خط فقر و با ناامنی غذایی مواجه بودند. این وضعیت با چندین دهه تورم دو رقمی تشدید شده است که از سال ۱۳۹۸ به‌طور قابل توجهی بدتر شده و از ۴۰ درصد گذشته است. این گزارش افزایش تورم را به تحریم‌های اقتصادی آمریکا که در سال ۱۳۹۷ اعمال شد، نسبت می‌دهد که منجر به کاهش شدید ارزش پول ملی ایران و کاهش صادرات نفت شد. در نتیجه، فقر غذایی در ایران از ۱۸ میلیون نفر در سال ۱۳۹۶ به بیش از ۲۶ میلیون نفر در سال ۱۳۹۸ افزایش یافت. این مطالعه همچنین موضوعات سیستماتیکی را که به تورم دامن می‌زند، مانند ناکارآمدی دولت، هزینه‌های بیش از حد بخش عمومی، و اتکا به چاپ پول برای پوشش کسری بودجه، برجسته می‌کند. با توجه به این چالش‌ها، این گزارش پیشنهاد می‌کند که سیاست‌های پولی و مالی باید به جای دنبال کردن کاهش قابل توجه، بر تثبیت تورم برای تحریک تولید تمرکز کنند.